# Kırna
Kırna – gmina (azer. bələdiyyə) i wieś (kənd) w zachodnim Azerbejdżanie, w Nachiczewańskiej Republice Autonomicznej, w rejonie Culfa, stanowiąca siedzibę wiejskiego okręgu terytorialnego (kənd ərazi dairəsi) o tej samej nazwie. Jest jedną z dwóch miejscowości, obok wsi Qızılca, tworzących wiejski okręg terytorialny i gminę.
Przed 1 marca 2003 roku wiejski okręg terytorialny i wieś Kırna nazywały się Kirnə. Zmianę wprowadzono na mocy prawa nr 423-IIQ, ogłoszonego przez Prezydenta Republiki Azerbejdżanu İlhama Əliyeva. Przed 19 czerwca 2009 roku miejscowość Qızılca stanowiła oddzielną gminę. Na mocy prawa nr 839-IIIQ gminę Qızılca połączono z gminą Kırna.
W klasyfikacji Azərbaycan Respublikası Dövlət Statistika Komitəsi (w wolnym tłum. „Państwowy Komitet Statystyczny Republiki Azerbejdżanu”) gminie nadano unikalny kod 10604007, a wsi 10604018.